# Squamidium tenuinerve
Squamidium tenuinerve là một loài Rêu trong họ Meteoriaceae. Loài này được (Renauld & Cardot) Broth. ex Paris miêu tả khoa học đầu tiên năm 1909.